# Teodoro Zeccoli
Teodoro Zeccoli est un pilote automobile italien, né le 15 octobre 1929 à Lugo (Italie) et décédé le 6 mars 2018, à Imola (Italie). Il a marqué sa carrière en tant que pilote pour Autodelta.

## Carrière
Zecolli sera d'abord pilote d'essais pour son ami, Carlo Abarth, pour la marque homonyme, puis pour Carlo Chiti chez ATS.
Lorsque ce dernier deviendra directeur d'Autodelta, la structure de course d'Alfa Romeo, Zeccoli le suivra. Il sera ainsi le développeur des Giulia TZ1 et TZ2 ainsi que de la Tipo 33.
Il participera plusieurs fois aux 24 Heures du Mans, pour Abarth, Alpine, Autodelta, mais surtout pour North American Racing Team entre 1961 et 1974. Son meilleur résultat sera une huitième place lors de l'édition 1969 au volant de la Ferrari 275 LM du NART.
On le croise également au volant d'Alfa Romeo (toujours pour le compte d'Autodelta) en championnat d'Europe de voitures de tourisme à la fin des années 1960 et au début des années 1970, avec à la clé de nombreux podiums et quelques victoires, ainsi qu'une deuxième place au championnat en 1968.
Par la suite, il aidera au développement des Formule 1 d'Alfa Romeo lors de son retour en tant que constructeur.

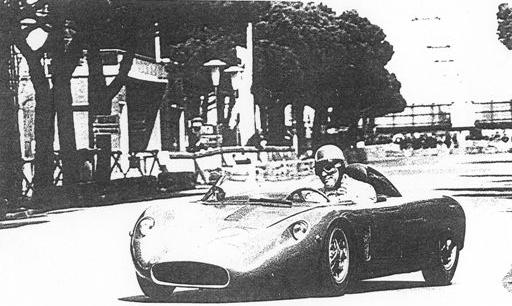
Teodoro Zeccoli sur une Bandini 1000P à Cesenatico en 1959.

## 24 heures du Mans
| Année | Équipe                     | Voiture               | Équipiers                      | Résultat |
| ----- | -------------------------- | --------------------- | ------------------------------ | -------- |
| 1961  | Abarth & Cie               | Fiat 700 Spyder       | Jean Vinatier                  | Abandon  |
| 1962  | Roger Masson               | Fiat 700 S            | Roger Masson                   | Abandon  |
| 1964  | Société Automobiles Alpine | Alpine M63B           | Roger Masson                   | 20e      |
| 1965  | Autodelta SpA              | Alfa Romeo Giulia TZ2 | José Rosinski                  | Abandon  |
| 1969  | North American Racing Team | Ferrari 275 LM        | Sam Posey                      | 8e       |
| 1970  | Autodelta SpA              | Alfa Romeo T33/3      | Carlo Facetti                  | Abandon  |
| 1973  | Scuderia Brescia Corse     | Alfa Romeo 33 TT 3    | Marsilio Pasotti Carlo Facetti | 15e      |
| 1974  | North American Racing Team | Ferrari 312 P         | Jean-Claude Andruet            | Abandon  |